# Stellaland
A Stellaland Köztársaság (hollandul: Republiek Stellaland) egy 1882 és 1883 között fennálló búr köztársaság volt. Transvaaltól nyugatra helyezkedett el. A szomszédos Goosen állammal való egyesülés után 1883-tól 1885-ig Stellalandi Egyesült Államok (hollandul: Verenigde Staten van Stellaland) néven vált ismertté a terület.
Rövid története során a kis állam a Brit Birodalom és a Dél-afrikai Köztársaság között kiéleződött konfliktus egyik legjobban érintett területévé vált, a britek és a búr Transvaal Köztársaság is ennek az államnak a megszerzéséért küzdött. 
A terület, ahol Stellaland elhelyezkedett, ma  a Dél-afrikai Köztársaság északnyugati tartományában található.

## Története
A köztársaság kikiáltása előtt a területet egymással versengő koranai és tswanai csoportok ellenőrizték, míg az Egyesült Királyság a kialakulóban lévő Brit Becsuánaföld protektorátus részeként igényt tartott rá. Az őslakos csoportok közül kettő Mankoroane és Montšioa törzsfőnökök vezetése alatt állt, akiket a britek „barátságosnak” tekintettek, két másik pedig Moshette (motswanai) és Massouw (koranai) főnökök vezetése alatt. Amikor Mankoroane és egy másik törzsfőnök között viszály tört ki, mindkét fél önkéntesek toborzásához folyamodott, és földet ígért nekik a segítségükért cserébe. Miután a Transvaal Köztársaság közvetítésével egyezségre került sor, Mankoroane földjének nagy részét, 416, egyenként 3000 morgen (2563 ha) méretű farmot adtak át búr zsoldosoknak, akik az ellenfél oldalán harcoltak, és az új lakosok úgy döntöttek, hogy kikiáltják a függetlenséget, így 1882. július 26-án megalakult Stellaland Köztársaság. A Stellaland (Csillagország) nevet egy üstökös után kapta, amely akkoriban volt látható az égen.
Megválasztott elnöke Gerrit Jacobus van Niekerk, egy transvaali farmer lett. Megalapították Vryburg városát, és fővárossá nyilvánították. Alapításakor az új ország területe 15 500 km² volt, és becslések szerint 20 500 ember élt benne, akik közül 3000 európai származású volt.

## Egyesülése Goosennel
1883. augusztus 6-án Goosen állam vezetősége a stellalandi adminisztrátorral egyetértésben megegyezett arról, hogy egyesítik a két országot, létrehozva a Stellalandi Egyesült Államokat. Goosen területének kiterjedése a kétharmada volt Stellalandnak, habár népessége majdnem meghaladta a nagyobb ország mintegy 20 500 főt számláló populációját.

## Fordítás
Ez a szócikk részben vagy egészben  a   Stellaland című angol Wikipédia-szócikk ezen változatának fordításán alapul.  Az eredeti cikk szerkesztőit annak laptörténete sorolja fel. Ez a jelzés csupán a megfogalmazás eredetét és a szerzői jogokat jelzi, nem szolgál a cikkben szereplő információk forrásmegjelöléseként.